# Le Mystère des Cornouailles (téléfilm)
Pour la nouvelle, voir Le Mystère des Cornouailles.
Le Mystère des Cornouailles (The Cornish Mystery) est un téléfilm britannique de la série télévisée Hercule Poirot, réalisé par Edward Bennett, sur un scénario de Clive Exton, d'après la nouvelle Le Mystère des Cornouailles, d'Agatha Christie.
Ce téléfilm, qui constitue le 14e épisode de la série, a été diffusé pour la première fois le 28 janvier 1990 sur le réseau d'ITV.

## Synopsis
Poirot reçoit la visite de Mrs Pengelley qui soupçonne son mari de l'empoisonner, tombant malade à chaque fois qu'il lui fait à manger. De plus, elle pense qu'il a une aventure avec sa secrétaire. Poirot et Hastings lui promettent de venir en Cornouailles le lendemain, mais à leur arrivée Mrs Pengelley est déjà morte. Poirot jure de la venger. Quelques jours plus tard, le mari, qui en plus hérite d'une belle somme, est donc arrêté mais Poirot est étonnamment sûr de son innocence.
Cet épisode fut, en réalité, tourné dans le Somerset dans la commune de Dunster.

## Fiche technique
- Titre français : Le Mystère des Cornouailles
- Titre original : The Cornish Mystery
- Réalisation : Edward Bennett
- Scénario : Clive Exton, d'après la nouvelle Le Mystère des Cornouailles (1923) d'Agatha Christie
- Décors : Rob Harris
- Costumes : Sharon Lewis
- Photographie : Ivan Strasburg
- Montage : Derek Bain
- Musique originale : Christopher Gunning
  - Musique additionnelle : Fiachra Trench
- Casting : Lucy Abercrombie et Rebecca Howard
- Production : Brian Eastman
  - Production déléguée : Nick Elliott
- Sociétés de production : Picture Partnership Productions, London Weekend Television
- Pays d'origine :  Royaume-Uni
- Langue originale : Anglais
- Genre : Policier
- Durée : 50 minutes
- Ordre dans la série : 14e - (14e épisode de la saison 2)
- Première diffusion : 
  -  Royaume-Uni : 28 janvier 1990 sur le réseau d'ITV

## Distribution
- David Suchet (VF : Roger Carel) : Hercule Poirot
- Hugh Fraser (VF : Jean Roche) : Capitaine Arthur Hastings
- Philip Jackson (VF : Claude d'Yd) : Inspecteur-chef James Japp
- Pauline Moran (VF : Laure Santana) : Miss Felicity Lemon
- Chloe Salaman : Freda Stanton
- John Bowler : Jacob Radnor
- Jerome Willis : Edward Pengelley
- Amanda Walker (en) : Mrs Pengelley
- Tilly Vosburgh : Jessie Dawlish (la bonne)
- Derek Benfield : Dr Adams
- Laura Girling : Edwina Marks
- John Rowe : le procureur
- Hugh Munro : le juge
- Graham Callan : le notaire
- Edwina Day : la logeuse
- Richard Braine : l'employé du magasin
- Hugh Sullivan : le pasteur
- Jonathan Whaley : un policier